# Вонамби
Вонамби (лат. Wonambi) — род крупных вымерших змей, состоящий из двух известных видов. Это были не питоны, подобно другим большим констрикторам Австралии рода Morelia, а члены вымершего семейства Madtsoiidae. Этот род был частью вымершей мегафауны Австралии.
Типовой вид — Wonambi naracoortensis, змея 5—6 метров длиной. Другой известный вид — Wonambi barriei.
Вонамби — неядовитый хищник, он убивал добычу удушением или утоплением. Из-за маленького размера его головы ему была доступна только небольшая добыча.

## Таксономия и наименование
Wonambi naracoortensis был описан по окаменелостям, найденным в Naracoorte, Южная Австралия. Это первая вымершая змея, найденная в Австралии. Название «вонамби» было дано в честь змеи из Времени сна в мифах местных аборигенов, обычно называемой Радужной змеёй.
Wonambi — последний известный род семейства Madtsoiidae: они вымерли за последние 50 тыс. лет. На остальных континентах все представители этого семейства исчезли ещё около 55 миллионов лет назад.

## Время жизни и места обитания
Wonambi barriei жил во время раннего миоцена, Wonambi naracoortensis в геологической летописи встречается с позднего миоцена до плейстоцена — голоцена.
Wonambi naracoortensis жил около источников воды, где охотился на рыб, мелких кенгуру, валлаби и других зверей, приходивших на водопой. По этой причине аборигены запрещали детям играть в таких местах; детям разрешалось приближаться к ним только в сопровождении взрослых.
По мнению Тима Фланнери, это животное, наряду с другой австралийской мегафауной, вымерло в результате деятельности австралийских аборигенов, например, в результате практики регулярного выжигания буша.